# Palinustus holthuisi
Palinustus holthuisi is een tienpotigensoort uit de familie van de Palinuridae. De wetenschappelijke naam van de soort is voor het eerst geldig gepubliceerd in 1995 door Chan & Yu.